# ATI Radeon R520
ATI Radeon R520 (R580) je inženýrské označení pro GPU vyvíjené firmou ATI (dnes AMD) a je pájen na grafické karty řady Radeon X1000. Podporuje DirectX 9.0c, Shader model 3.0. Jádro bylo vydáno 5. října 2005. Nástupce byl Radeon R600.

## Modely
- DirectX 9.0c a OpenGL 2.0

### RV515
- Vydán v říjnu 2005
- Jádro
  - Frekvence až 600 MHz
  - 2 vertex, 4 pixel, 4 TMU a 4 ROP jednotky
- AGP 8x nebo PCIe x16
- Paměť
  - 128, 256, 512 MiB DDR
  - Efektivní frekvence 1066 MHz
  - Propustnost 8,0 GB/s
  - 128bitová sběrnice
- Grafické karty: Radeon X1300 a X1300 Pro a X300
- Spotřeba je okolo 30 W

### RV516
- Vydán v lednu 2007
- Jádro
  - Frekvence až 550 MHz
  - 2 vertex, 4 pixel, 4 TMU a 4 ROP jednotky
- AGP 8x nebo PCIe x16
- Paměť
  - 128, 256, 512 MiB DDR2
  - Efektivní frekvence až 800 MHz
  - Propustnost až 12,8 GB/s
  - Až 128bitová sběrnice
- Grafické karty: Radeon X1550 SE a X1500

### R520
- Vydán v březnu 2006.
- Jádro
  - Frekvence až 625 MHz
  - 8 vertex, 12 až 16 pixel, 12 až 16 TMU a 12 až 16 ROP jednotky
- PCIe x16
- Paměť
  - 256, 512 MiB GDDR3
  - Efektivní frekvence až 1,5 GHz
  - Propustnost až 48 GB/s
  - 256bitová sběrnice
- Grafické karty: Radeon X1800 GTO, X1800 GTO Rev.2, X1800 XL, X1800 XT a AIW X1800 XL

### RV530
- Vydán v říjnu 2005.
- Jádro
  - Frekvence až 600 MHz
  - 5 vertex, 12 pixel, 4 TMU a 4 ROP jednotky
- AGP 8x nebo PCIe x16
- Paměť
  - 128, 256, 512 MiB DDR2 nebo GDDR3
  - Efektivní frekvence až 1,4 GHz
  - Propustnost až 22,4 GB/s
  - 128bitová sběrnice
- Grafické karty: Radeon X1300 XT, X1600 Pro, X1600 XT, X1650 a X1650 Pro

### RV535
- Vydán v září 2006.
- Jádro
  - Frekvence až 700 MHz
  - 5 vertex, 12 pixel, 4 TMU a 4 ROP jednotky
- AGP 8x nebo PCIe x16
- Paměť
  - 128, 256, 512 MiB DDR2 nebo GDDR3
  - Efektivní frekvence až 1,4 GHz
  - Propustnost až 22,4 GB/s
  - 128bitová sběrnice
- Grafické karty: Radeon X1300 XT, X1650 a X1650 Pro

### RV560
- Vydán v září 2006.
- Jádro
  - Frekvence až 700 MHz
  - 8 vertex, 24 pixel, 8 TMU a 8 ROP jednotky
- Paměť
  - 256 MiB GDDR3
  - Efektivní frekvence až 1,38 GHz
  - Propustnost až 22,4 GB/s
  - 128bitová sběrnice
- Grafické karty: Radeon X1650 GT a X1650 XT

### RV570
- Vydán v říjnu 2006.
- Jádro
  - Frekvence až 575 MHz
  - 8 vertex, 36 pixel, 12 TMU a 12 ROP jednotky
- AGP 8x nebo PCIe x16
- Paměť
  - 256, 512 MiB GDDR3
  - Efektivní frekvence až 1,38 GHz
  - Propustnost až 44,2 GB/s
  - 256bitová sběrnice
- Grafické karty: Radeon X1950 GT a X1950 Pro

### R580
- Vydán v lednu 2006.
- Jádro
  - Frekvence až 650 MHz
  - 8 vertex, 36 až 48 pixel, 12 až 16 TMU a 12 až 16 ROP jednotky
- AGP 8x nebo PCIe x16
- Paměť
  - 256, 512 MiB GDDR3
  - Efektivní frekvence 1,2-1,8 GHz a propustnost až 57,6 GB/s
  - 256bitová sběrnice
- Grafické karty: Radeon X1900 GT, X1900 GT Rev.2, X1900 All-In-Wonder, X1900 CrossFire Edition, X1900 XT, X1900 XTX a X1950 XT

### R580+
- Vydán v září 2006.
- Jádro
  - Frekvence 650 MHz
  - 8 vertex, 48 pixel, 16 TMU a 16 ROP jednotky
- Paměť
  - 512 MiB GDDR4
  - Efektivní frekvence 2 GHz
  - Propustnost 64,0 GB/s
  - 256bitová sběrnice
- Grafické karty: Radeon Radeon X1950 XTX

## Podrobnější info
- 1 Zařazení je bráno v době vydání nebo po dobu kdy nebylo nic novějšího.

| Počet jader | Podpora API | Podpora API | Podpora API |
| Počet jader | DirectX     | OpenGL      |             |
| ----------- | ----------- | ----------- | ----------- |
| 1           | 9.0c        | 2.0         |             |

| Název čipu | Vydáno                         | Modely karet            | Část trhu 1 | Připojitelné rozhraní | Čip         | Čip      | Čip      | Čip | Čip | Čip            | Frekvence (MHz) | Frekvence (MHz) | Frekvence (MHz) | Výkon          | Výkon        | Výkon             | Paměťová část | Paměťová část | Paměťová část      | Paměťová část        |
| Název čipu | Vydáno                         | Modely karet            | Část trhu 1 | Připojitelné rozhraní | Proces (nm) | Jednotky | Jednotky | TMU | ROP | Poměr jednotek | Čip             | Paměti          | Paměti          | Fillrate       | Fillrate     | Fillrate          | Paměť (MiB)   | Typ pamětí    | Propustnost (GB/s) | Šířka sběrnice (bit) |
| Název čipu | Vydáno                         | Modely karet            | Část trhu 1 | Připojitelné rozhraní | Proces (nm) | Pixel    | Vertex   | TMU | ROP | Poměr jednotek | Čip             | Reálná          | Efektivní       | Texture (GT/s) | Pixel (GP/s) | FP32 Pixel (GP/s) | Paměť (MiB)   | Typ pamětí    | Propustnost (GB/s) | Šířka sběrnice (bit) |
| ---------- | ------------------------------ | ----------------------- | ----------- | --------------------- | ----------- | -------- | -------- | --- | --- | -------------- | --------------- | --------------- | --------------- | -------------- | ------------ | ----------------- | ------------- | ------------- | ------------------ | -------------------- |
| RV515      | Říjen 2005                     | X1300 HyperMemory       | Nižší       | PCIe x16              | 90          | 4        | 2        | 4   | 4   | 2:1:2:2        | 450             | 250             | 500             | 1,8            | 1,8          | 0,9               | 128 + 512 HM  | DDR2          | 2                  | 32                   |
| RV515      | Říjen 2005                     | X1300 HyperMemory       | Nižší       | PCIe x16              | 90          | 4        | 2        | 4   | 4   | 2:1:2:2        | 450             | 350             | 700             | 1,8            | 1,8          | 0,9               | 128 + 512 HM  | GDDR3         | 2,8                | 32                   |
| RV515      | Říjen 2005                     | X1300 HyperMemory       | Nižší       | PCIe x16              | 90          | 4        | 2        | 4   | 4   | 2:1:2:2        | 450             | 250             | 500             | 1,8            | 1,8          | 0,9               | 128 + 512 HM  | DDR2          | 4                  | 64                   |
| RV515      | Říjen 2005                     | X1300 HyperMemory       | Nižší       | PCIe x16              | 90          | 4        | 2        | 4   | 4   | 2:1:2:2        | 450             | 350             | 700             | 1,8            | 1,8          | 0,9               | 128 + 512 HM  | GDDR3         | 5,6                | 64                   |
| RV515      | Říjen 2005                     | X1300                   | Nižší       | PCIe x16 AGP 8x PCI   | 90          | 4        | 2        | 4   | 4   | 2:1:2:2        | 450             | 533             | 1066            | 1,8            | 1,8          | 0,9               | 128 256 512   | DDR2          | 8                  | 64 (PCI) 128         |
| RV515      | Říjen 2005                     | X1300 PRO               | Nižší       | PCIe x16 AGP 4x, 8x   | 90          | 4        | 2        | 4   | 4   | 2:1:2:2        | 600             | 400             | 800             | 2,4            | 2,4          | 1,2               | 256 512       | DDR2          | 12,8               | 128                  |
| RV516      | Leden 2007                     | X1550 SE                | Nižší       | PCIe x16 AGP 8x       | 80          | 4        | 2        | 4   | 4   | 2:1:2:2        | 400             | 333             | 666             | 1,6            | 1,6          | 0,8               | 256           | DDR2          | 5,1                | 64                   |
| RV516      | Leden 2007                     | X1550                   | Nižší       | PCIe x16 AGP 8x PCI   | 80          | 4        | 2        | 4   | 4   | 2:1:2:2        | 550             | 400             | 800             | 2,2            | 2,2          | 1,1               | 256 512       | DDR2          | 12,8               | 128                  |
| RV530      | Září 2006                      | X1300 XT                | Střední     | PCIe x16              | 90          | 12       | 5        | 4   | 4   | 3:1,25:1:1     | 500             | 400             | 800             | 2              | 2            | 1                 | 256 512       | DDR2          | 12,8               | 128                  |
| RV530      | Říjen 2005                     | X1600 PRO               | Střední     | PCIe x16 AGP 8x       | 90          | 12       | 5        | 4   | 4   | 3:1,25:1:1     | 500             | 405             | 810             | 2              | 2            | 1                 | 128 256 512   | DDR2          | 12,96              | 128                  |
| RV530      | 2007                           | X1650                   | Střední     | PCIe x16 AGP 8x       | 90          | 12       | 5        | 4   | 4   | 3:1,25:1:1     | 500             | 400             | 800             | 2              | 2            | 1                 | 256 512       | DDR2          | 12,8               | 128                  |
| RV530      | Říjen 2005                     | X1600 XT                | Střední     | PCIe x16 AGP 8x       | 90          | 12       | 5        | 4   | 4   | 3:1,25:1:1     | 590             | 690             | 1380            | 2,36           | 2,36         | 1,18              | 256           | GDDR3         | 22,1               | 128                  |
| RV530      | Říjen 2006                     | X1650 PRO               | Střední     | PCIe x16 AGP 8x       | 90          | 12       | 5        | 4   | 4   | 3:1,25:1:1     | 600             | 700             | 1400            | 2,4            | 2,4          | 1,2               | 512           | DDR2          | 22,4               | 128                  |
| RV535      | Září 2006                      | X1300 XT                | Střední     | PCIe x16              | 80          | 12       | 5        | 4   | 4   | 3:1,25:1:1     | 500             | 400             | 800             | 2              | 2            | 1                 | 256 512       | DDR2          | 12,8               | 128                  |
| RV535      | 2007                           | X1650                   | Střední     | PCIe x16              | 80          | 12       | 5        | 4   | 4   | 3:1,25:1:1     | 500             | 400             | 800             | 2              | 2            | 1                 | 256 512       | DDR2          | 12,8               | 128                  |
| RV535      | Říjen 2006                     | X1650 PRO               | Střední     | PCIe x16              | 80          | 12       | 5        | 4   | 4   | 3:1,25:1:1     | 600             | 700             | 1400            | 2,4            | 2,4          | 1,2               | 512           | DDR2          | 22,4               | 128                  |
| RV560      | 2006                           | X1650 GT                | OEM         | PCIe x16              | 80          | 24       | 8        | 8   | 8   | 3:1:1:1        | 400             | 400             | 800             | 3,2            | 3,2          | 1,6               | 256           | DDR2          | 12,8               | 128                  |
| RV560      | Říjen 2006                     | X1650 XT                | Střední     | PCIe x16, AGP 8x      | 80          | 24       | 8        | 8   | 8   | 3:1:1:1        | 575             | 690             | 1380            | 4,6            | 4,6          | 2,3               | 256           | GDDR3         | 22,1               | 128                  |
| RV570      | Říjen 2006 Listopad 2006 (AGP) | X1950 GT                | Vyšší       | PCIe x16, AGP 8x      | 80          | 36       | 8        | 12  | 12  | 4,5:1:1,5:1,5  | 500             | 600             | 1200            | 6              | 6            | 3                 | 256 512       | GDDR3         | 38,4               | 256                  |
| RV570      | Říjen 2006 Listopad 2006 (AGP) | X1950 PRO               | Vyšší       | PCIe x16, AGP 8x      | 80          | 36       | 8        | 12  | 12  | 4,5:1:1,5:1,5  | 575             | 690             | 1380            | 6,9            | 6,9          | 3,45              | 256 512       | GDDR3         | 44,2               | 256                  |
| R520       | Březen 2006                    | X1800 GTO               | Vyšší       | PCIe x16              | 90          | 12       | 8        | 12  | 12  | 1,5:1:1,5:1,5  | 500             | 500             | 1000            | 6              | 6            | 3                 | 256           | GDDR3         | 32                 | 256                  |
| R520       | Březen 2006                    | X1800 GTO Rev. 2        | Vyšší       | PCIe x16              | 90          | 16       | 8        | 16  | 16  | 2:1:2:2        | 500             | 500             | 1000            | 8              | 8            | 4                 | 256           | GDDR3         | 32                 | 256                  |
| R520       | Říjen 2005                     | X1800 XL                | Nejvyšší    | PCIe x16              | 90          | 16       | 8        | 16  | 16  | 2:1:2:2        | 500             | 500             | 1000            | 6              | 6            | 3                 | 256           | GDDR3         | 32                 | 256                  |
| R520       | Říjen 2005 Březen 2006         | X1800 XT                | Nejvyšší    | PCIe x16              | 90          | 16       | 8        | 16  | 16  | 2:1:2:2        | 625             | 750             | 1500            | 10             | 10           | 5                 | 256 512       | GDDR3         | 48                 | 256                  |
| R580       | Březen 2006                    | X1900 GT                | Vyšší       | PCIe x16              | 90          | 36       | 8        | 12  | 12  | 4,5:1:1,5:1,5  | 575             | 600             | 1200            | 6,9            | 6,9          | 3,45              | 256           | GDDR3         | 38,4               | 256                  |
| R580       | Březen 2006                    | X1900 GT Rev.2          | Vyšší       | PCIe x16              | 90          | 36       | 8        | 12  | 12  | 4,5:1:1,5:1,5  | 512             | 660             | 1320            | 6,144          | 6,144        | 3,072             | 256           | GDDR3         | 42,2               | 256                  |
| R580       | Leden 2006                     | X1900 All-In-Wonder     | Vyšší       | PCIe x16              | 90          | 48       | 8        | 16  | 16  | 6:1:2:2        | 500             | 480             | 960             | 8              | 8            | 4                 | 512           | GDDR3         | 30,7               | 256                  |
| R580       | Leden 2006                     | X1900 CrossFire Edition | Nejvyšší    | PCIe x16              | 90          | 48       | 8        | 16  | 16  | 6:1:2:2        | 625             | 725             | 1450            | 10             | 10           | 5                 | 512           | GDDR3         | 46,4               | 256                  |
| R580       | Leden 2006 Září 2006           | X1900 XT                | Nejvyšší    | PCIe x16              | 90          | 48       | 8        | 16  | 16  | 6:1:2:2        | 625             | 725             | 1450            | 10             | 10           | 5                 | 265 512       | GDDR3         | 46,4               | 256                  |
| R580       | Leden 2006                     | X1900 XTX               | Nejvyšší    | PCIe x16              | 90          | 48       | 8        | 16  | 16  | 6:1:2:2        | 650             | 775             | 1550            | 10,4           | 10,4         | 5,2               | 512           | GDDR3         | 49,6               | 256                  |
| R580       | Listopad 2006                  | X1950 XT 256            | Nejvyšší    | PCIe x16 AGP 8x       | 90          | 48       | 8        | 16  | 16  | 6:1:2:2        | 625             | 900             | 1800            | 10             | 10           | 5                 | 256           | GDDR3         | 57,6               | 256                  |
| R580       | Q1 2007                        | X1950 XT 512            | Nejvyšší    | PCIe x16 AGP 8x       | 90          | 48       | 8        | 16  | 16  | 6:1:2:2        | 625             | 800             | 1600            | 10             | 10           | 5                 | 512           | GDDR3         | 51,2               | 256                  |
| R580+      | Září 2006                      | X1950 XTX               | Nejvyšší    | PCIe x16              | 90          | 48       | 8        | 16  | 16  | 6:1:2:2        | 650             | 1000            | 2000            | 10,4           | 10,4         | 5,2               | 512           | GDDR4         | 64                 | 256                  |
| Název čipu | Vydáno                         | Modely karet            | Část trhu 1 | Připojitelné rozhraní | Proces (nm) | Pixel    | Vertex   | TMU | ROP | Poměr jednotek | Čip             | Reálná          | Efektivní       | Texture (GT/s) | Pixel (GP/s) | FP32 Pixel (GP/s) | Paměť (MiB)   | Typ pamětí    | Propustnost (GB/s) | Šířka sběrnice (bit) |
| Název čipu | Vydáno                         | Modely karet            | Část trhu 1 | Připojitelné rozhraní | Proces (nm) | Jednotky | Jednotky | TMU | ROP | Poměr jednotek | Čip             | Paměti          | Paměti          | Fillrate       | Fillrate     | Fillrate          | Paměť (MiB)   | Typ pamětí    | Propustnost (GB/s) | Šířka sběrnice (bit) |
| Název čipu | Vydáno                         | Modely karet            | Část trhu 1 | Připojitelné rozhraní | Čip         | Čip      | Čip      | Čip | Čip | Čip            | Frekvence (MHz) | Frekvence (MHz) | Frekvence (MHz) | Výkon          | Výkon        | Výkon             | Paměťová část | Paměťová část | Paměťová část      | Paměťová část        |

## R520 podrobně
- Vlastnosti
  - 384 milionů tranzistorů na 90 nm procesu
  - Až 48 pixel jednotek
  - Až 8 vertex jednotek
  - Až 256bitová paměťová sběrnice
  - Nativní podpora sběrnice PCI Express x16
- Paměťový řadič Ring Bus
  - Až 512bitový interní ring bus pro čtení paměti
  - Plně asociativní textury, barva a Z/stencil cache návrh.
  - Hierarchical Z-buffer with Early Z test
  - Bezztrátová Z komprese (až 48:1)
  - Rychlý Z-Buffer čistič
  - Optimalizovaný pro výkon na vysokým rozlišení displeje, včetně širokoúhlých HDTV rozlišení
- Vysoce-vláknová shaderová architektura
  - Podpora Microsoft® DirectX® 9.0 Shader modelu 3.0 programovatelné vertex a pixel shadery na hardwarové úrovni
  - Plná rychlost v počítání 128bitové plovoucí desetinné čárky pro všechny shader operace
  - Až 512 souběžných pixelových vláken
  - Dedicated branch execution units for high performance dynamic branching and flow control
  - Nativní adresové jednotky textur pro vyšší efektivitu
  - 3Dc+ komprese textur s vysokou kvalitou 4:1 komprese pro normální plochy a dvoukanálový formát dat
  - Vysoká kvalita komprese 2:1 pro nasvěcování plochy a jednokanálový formát dat
  - Kompletní podpora OpenGL® 2.0 programového balíku
- Specifikace vylepšené kvality obrazu
  - Podpora 64bitové přesnosti desetinné plovoucí čárky v HDR renderování pro všechny vlákna
    - Přidána podpora pro kombinované a vícevzorkové vyhlazovaní

  - Podpora 32bitového celočíselného HDR (10:10:10:2) formátu pro všechny vlákna
    - Přidána podpora pro kombinované a vícevzorkové vyhlazovaní

  - Vyhlazování
    - Nastavitelné úrovně 2x/4x/6x
    - Vícevzorkový algoritmus s gamma korekcí, programovatelné rozptýlení vzorkových vzorků a centroid sampling
    - Nové přizpůsobivé vyhlazovaní s nastavením kvality a výkonu
    - Temporal Anti-Aliasing mode
    - Bezztrátová komprese barev (až 6:1) ve všech rozlišeních, včetně širokoúhlých HDTV rozlišení

  - Anizotropní filtrování
    - Nastavitelné úrovně 2x/4x/8x/16x
    - Až 128 filtrování vzorků na texturu
    - Přizpůsobivý algoritmus s nastavením kvality a výkonu.

  - Podpora vysokého rozlišení textur až 4k x 4k